# Nora Gauthier
Nora Gauthier (Fray Bentos, 12 de septiembre de 1949) es una política uruguaya perteneciente al Frente Amplio. Se desempeña como diputada por el departamento de Río Negro.

## Biografía
Nació en la ciudad de Fray Bentos, capital del departamento de Río Negro, donde reside. 
El 6 de junio de 1972, antes de la dictadura militar, Gauthier es detenida por su militancia dentro de las filas del Movimiento de Liberación Nacional Tupamaros. Tan pronto fue liberada debió exiliarse en Chile. Después estuvo en Cuba, España, Argentina y Suecia. Regresó al Uruguay el 6 de junio de 1985, exactamente trece años después de su primera detención, cuando se restableció la democracia. Desde entonces milita en el Movimiento de Participación Popular de Fray Bentos, sector político que integra el Frente Amplio.
En las elecciones de 2004 fue elegida diputada por el departamento de Río Negro, representando al Frente Amplio. Desde entonces integra la Comisión de Educación y Cultura de la Cámara de Representantes; la Comisión de Asuntos Internos; la Comisión de Industria, Energía y Minería; desde el año 2007 es integrante de la Comisión de Salud Pública y Asistencia Social integrada con Educación y Cultura y Especial de Género y Equidad para estudiar Educación en Salud Sexual y Reproductiva y Maternidad y Paternidad Responsables; y la comisión especial de Género y Equidad desde 2007. Integra también la Comisión de Fomento de la Asamblea General.